# Wyatt Earp
Wyatt Berry Stapp Earp (Monmouth, Illinois, 19 de marzo de 1848 - Los Ángeles, California, 13 de enero de 1929) fue un afamado pistolero y  marshal (alguacil) que ocupó varios puestos policiales en el oeste de Estados Unidos. Fue uno de los protagonistas del tiroteo en el O.K. Corral en Tombstone, Arizona, junto con Doc Holliday, Virgil Earp y Morgan Earp. Forma parte de las figuras legendarias del Oeste estadounidense cuya vida ha inspirado numerosos wésterns.
Wyatt Earp fue famoso en el Oeste estadounidense por su extrema dureza en el trato con aquellos que infringieran la ley, incorruptible y osado en sus procedimientos. Su fama la logró en Tombstone, Arizona. Durante su gestión como marshal perdió a uno de sus hermanos y otro quedó lisiado por la venganza de sus enemigos.

## Biografía

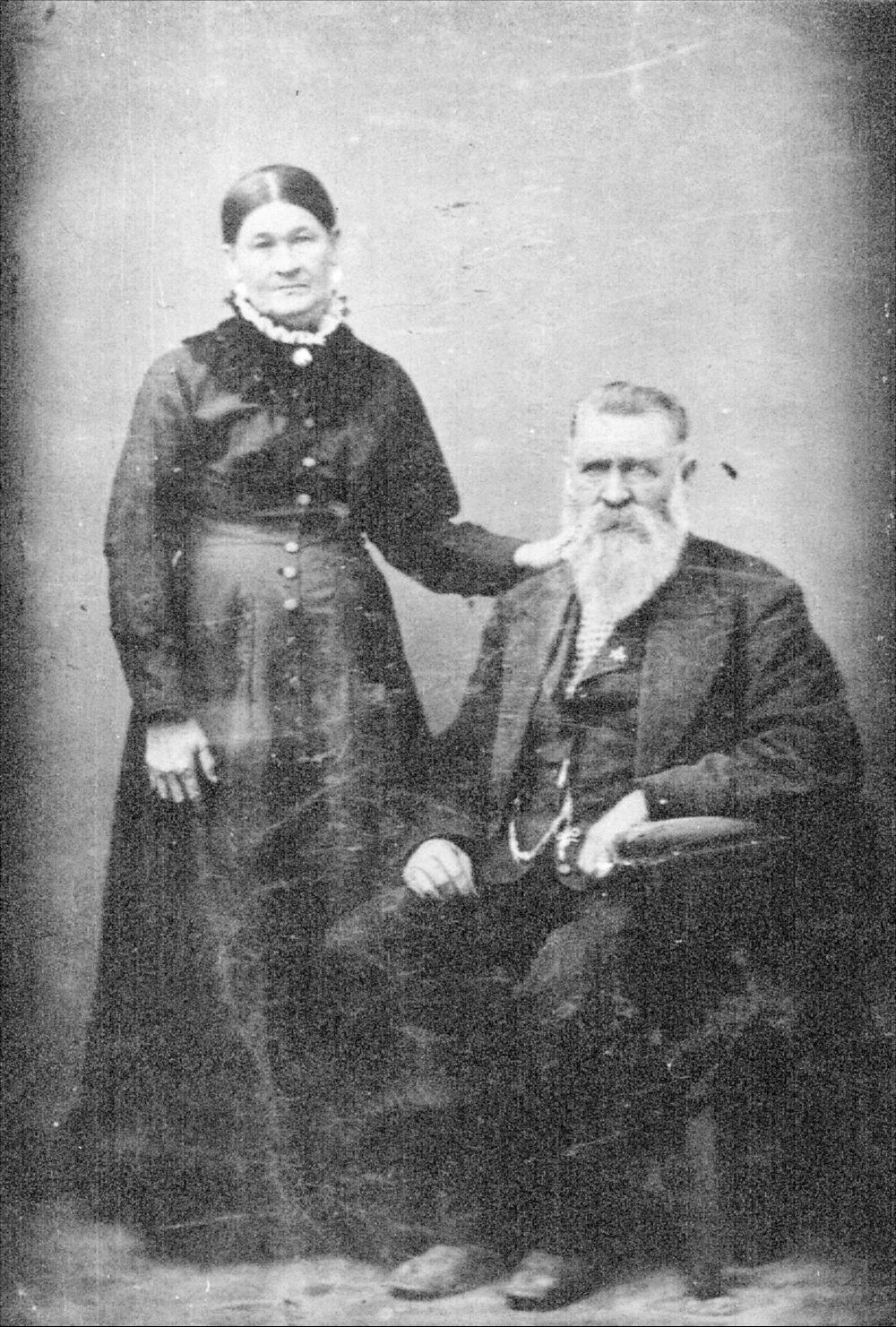
Los padres de Wyatt Earp (circa 1880)

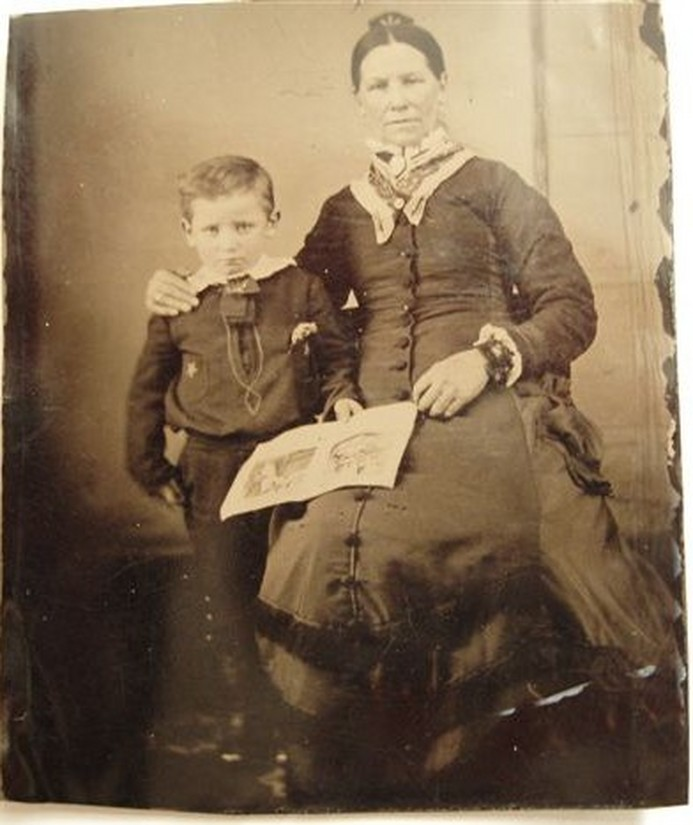
Wyatt Earp a la edad de 8 años junto a su madre (1856)

Wyatt Earp nació en Monmouth, Illinois. Era el tercer hijo de los granjeros Virginia Ann Cooksey y Nicholas Porter Earp, un exmilitar casado en segundas nupcias.
Su carrera comenzó en el pueblo de Lamar, Misuri, en 1870; antes de ello era cowboy a trato y cazador de búfalos. En 1871 contrajo matrimonio por compromiso con una mujer llamada Urilla Sutherland, pariente de las esposas de sus hermanos. Su matrimonio  terminó desventuradamente después de dos años al enfermar su mujer de fiebre tifoidea y morir junto a su hijo aún sin nacer. Fue la única vez que se casó.
En 1876 entró a trabajar en la policía de Dodge City, Kansas, y en 1878 fue nombrado asistente del comisario Charles Basset. A raíz de la muerte del comisario Ed Masterson durante su ausencia, Wyatt aprendió que si no era drástico, decidido y rápido en sus procedimientos no se iba a ganar el respeto de los bandoleros y eso le podría costar la vida. Earp trabó amistad con Doc Holliday, un dentista convertido en jugador de póker y hábil con las armas, quien sería su más fiel amigo.

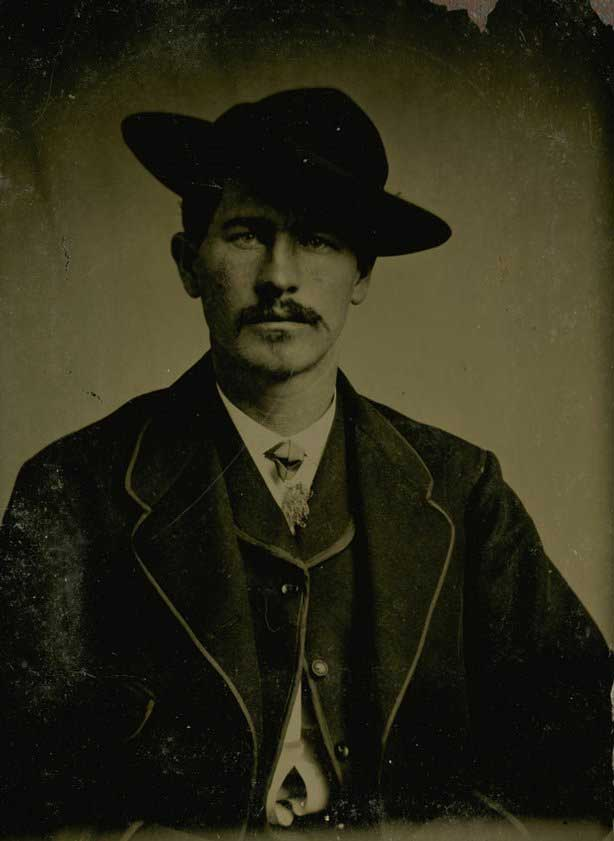
Earp a sus 22 años.

En 1878 se relacionó en concubinato con una prostituta llamada Mattie Blaylock, relación que duraría hasta 1882; Earp la abandonó por el alcoholismo de ella y su afición al láudano. En esa misma época trabó amistad con una bailarina de origen judío llamada Josephine Sarah Marcus. En 1879 se trasladó a Tombstone, Arizona, con la intención de ser granjero. Sin embargo, sus hermanos Virgil y Morgan ocuparon cargos en la policía y ellos reclutaron a Wyatt como policía especial; más tarde sería el marshal de ese pueblo.
Debido a la dureza de su gestión se ganó irreconciliables enemigos, como los hermanos Clanton y McLaury, quienes consideraban a los Earp como intrusos en sus dominios. Estos hermanos tuvieron muchos pleitos con los Earp, que finalmente desembocaron en el tiroteo en el O.K. Corral, donde perdieron la vida dos de los hermanos de McLaury y un Clanton. A raíz de este tiroteo, se celebró un juicio en contra de los Earp y Doc Holliday, cuyo dictamen fue la libertad de todos los acusados por falta de méritos en el cargo de homicidio. Esto desencadenó la venganza entre sombras de los Clanton y los McLaury, quienes mataron a Morgan Earp por la espalda y dejaron discapacitado a Virgil. Wyatt se vengó de ellos matándolos en una redada llamada la «cabalgata de Earp». 
Wyatt Earp convivió con Josephine Sarah Marcus desde 1882, una bailarina de origen judío y expareja del comisario Johnny Behan. Fue su compañera sentimental hasta su muerte, en 1929. 
Wyatt Earp murió por causas naturales a los 80 años de edad, el 13 de enero de 1929, en Los Ángeles, California.

## Actores que han interpretado a Wyatt Earp
Wyatt Earp es uno de los personajes estadounidenses que más veces ha aparecido tanto en la pantalla grande como en la pequeña y tanto contando su historia como apareciendo de forma casual.
- 1934 Sheriff de la frontera, dirigida por Lewis Seiler. El nombre de Wyatt es cambiado por el de Michael y es interpretado por George O'Brien.
- 1939 Sheriff de la frontera, dirigida por Allan Dawn. Wyatt Earp es interpretado por Randolph Scott, y Doc Holliday por César Romero. Esta película y la anterior son adaptaciones de una novela homónima de Stuart N. Lakes.
- 1942 Morir en Tombstone, dirigida por William C. McGann. Wyatt Earp es interpretado por Richard Dix, y Doc Holliday por Kent Taylor.
- 1946 Pasión de los fuertes, dirigida por John Ford. Para algunos, la película que mejor cuenta la historia de Wyatt Earp, que es interpretado por Henry Fonda, mientras que Doc Holliday es interpretado por Victor Mature.
- 1950 Winchester 73, dirigida por Anthony Mann. El actor Will Geer interpreta a Wyatt Earp, sheriff de Dodge City. Su aparición en la película es solo anecdótica, pues el argumento principal de la película es cómo el famoso rifle pasa de mano en mano.
- 1954 Los Masterson de Kansas, dirigida por William Castle. El actor Bruce Corvin hace del famoso sheriff en un papel secundario donde el también mítico sheriff Bat Masterson es el protagonista. Por su parte, Doc Holliday es interpretado por James Griffith.
- 1955 Wichita, dirigida por Jacques Tourneur, donde Wyatt Earp es interpretado por Joel McCrea. En esta película se narran supuestos hechos de la vida de Wyatt Earp anteriores a los que le darían la fama.
- 1957 Duelo de titanes, dirigida por John Sturges, con Burt Lancaster en el papel de Wyatt Earp y Kirk Douglas en el de Doc Holliday.
- 1957 Forty Guns, dirigida por Samuel Fuller. Se trata de una particular relectura de la guerra de Tombstone.
- 1958 El país de los malvados, dirigida por Fred F. Sears. Buster Crabbe interpreta a Wyatt Earp en esta película.
- 1959 Vida y leyenda de Wyatt Earp, serie que narra diversas aventuras del famoso sheriff, interpretado por Hugh O'Brian, mientras que Myron Healey encarna a Doc Holliday.
- 1964 El gran combate, dirigida por John Ford. En una pequeña secuencia de esta película James Stewart interpreta a un simpático y jugador Wyatt Earp, y Arthur Kennedy encarna a Doc Holiday.
- 1965 Desafío en Río Bravo, de Tulio Demichelli, con Guy Madison dando vida a Wyatt Earp.
- 1967 La hora de las pistolas, de John Sturges. Es una nueva versión de este director, que comienza justo después de finalizar el duelo de OK Corral. James Garner interpreta a Wyatt Earp y Jason Robards a Doc Holiday.
- 1971 Duelo a muerte en OK Corral, dirigida por Frank Perry. Es una película vista desde el punto de vista de Doc Holiday, interpretado por Stacy Keach, mientras que Wyatt Earp es encarnado por Harris Yulin.
- 1981 La leyenda del Llanero Solitario, dirigida por Frank Conniff, donde Wyatt Earp es interpretado por Matt Clark.
- 1983 Me casé con Wyatt Earp, dirigida por Michael O'Herlihy. Wyatt Earp y Doc Holiday son interpretados por Bruce Boxleitner y Jeffry DeMunn, respectivamente.
- 1988 Asesinato en Beverly Hills, de Blake Edwards, donde James Garner volvía a interpretar al famoso sheriff, en una historia crepuscular.
- 1993 Tombstone, dirigida por George P. Cosmatos, con Kurt Russell como Wyatt Earp y Val Kilmer como Doc Holliday, en una revisión del mito de los años 90.
- 1994 Wyatt Earp, dirigida por Lawrence Kasdan, con Kevin Costner como Wyatt Earp y Dennis Quaid como Doc Holliday. Se trata de una ambiciosa película que pretendía acaparar toda la vida del héroe, y que debido a su desmedido metraje fue un fracaso comercial.
- 1994 Wyatt Earp. Regreso a Tombstone, miniserie que continúa la serie de los años cincuenta, en la que de nuevo Hugh O'Brian interpreta a Wyatt Earp, y con Douglas Fowley reemplazando a Myron Healey en el papel de Doc Holliday.
- 2006 Deadwood, serie de la cadena HBO, en la que el actor Gale Harold interpreta a Wyatt Earp, el cual aparece como personaje recurrente de la tercera temporada.
- 2012 Wyatt Earp La primera aventura (también conocida como La venganza de Wyatt Earp), dirigida por Michael Feifer. En esta película un viejo Wyatt Earp, interpretado por Val Kilmer, cuenta la historia de la captura de los hermanos Kennedy por parte del joven Wyatt Earp, interpretado por Shawn Roberts, acompañado por Doc Holliday, encarnado por Wilson Bethel.
- 2015 The Ridiculous 6, comedia dirigida por Frank Coraci, donde Wyatt Earp es interpretado por el cantautor country Blake Shelton.
- 2016 Wynonna Earp, serie de televisión ambientada en la época actual, en la cual Ryan Northcott y Scott Hylands interpretan a Wyatt Earp en sendos episodios, mientras que Tim Rozon interpreta a Doc Holliday.